# Liste reformierter Bekenntnisschriften
Die Liste reformierter Bekenntnisschriften enthält Texte, die in der reformierten Kirchenfamilie verbindlichen Charakter hatten oder noch haben. In ihnen formuliert jeweils eine lokale oder nationale Kirche (coetus particularis) ihren Glauben in einer konkreten geschichtlichen Situation. Auch Texte, die ursprünglich nicht Bekenntnischarakter hatten, können dazu aufgewertet werden.
Die Bekenntnisbildung wurde nicht in der Reformationszeit abgeschlossen, sondern geht bis in die Gegenwart weiter. Eine Zusammenstellung von Bekenntnistexten hat stets privaten Charakter. Diese beiden Punkte unterscheiden reformierte von lutherischen Bekenntnisschriften.

## Bibel und Bekenntnis
Die Heilige Schrift ist jedem Bekenntnistext übergeordnet, so dass dieser aufgrund besseren Verständnisses der Bibel revidiert werden kann. So heißt es zum Beispiel in der Confessio Helvetica posterior: „Vor allem aber bezeugen wir, daß wir immer völlig bereit sind, unsere Darlegungen im allgemeinen und im besonderen auf Verlangen ausführlicher zu erläutern, und endlich denen, die uns aus dem Worte Gottes eines Besseren belehren, nicht ohne Danksagung nachzugeben und Folge zu leisten im Herrn, dem Lob und Ehre gebührt.“

## Bekenntnisschriften in Auswahl
Die Sammlung von E. F. Karl Müller (1903) enthält 58 Texte. Im 20. Jahrhundert entstanden weltweit zahlreiche neue Bekenntnisschriften.
| Name | Datum               | Partikularkirche                                                     | Hauptverfasser                                                                | Charakterisierung |
| --- | ------------------- | -------------------------------------------------------------------- | ----------------------------------------------------------------------------- | --- |
| 67 Thesen oder Artikel | 1523                | Zürich                                                               | Huldrych Zwingli                                                              | Thesen zur Ersten Zürcher Disputation. |
| Zürcher Einleitung | 1523                | Zürich                                                               | Huldrych Zwingli                                                              | Verpflichtung der Zürcher Prediger auf reformatorische Lehre, Kritik an Bilderverehrung und Messe. |
| Berner Thesen | 1528                | Bern                                                                 | Berchtold Haller, Franz Kolb                                                  | Thesen zur Berner Disputation. Vorstufen dieses Textes waren u. a. die Ilanzer Thesen von Johannes Comander (1526), und hier besonders These 1, die das reformierte Kirchenverständnis formulierte: „Die Kirche ist aus dem Wort Gottes geboren.“ |
| Ostfriesisches Prädikantenbekenntnis                                                                                        | 1528                |                                                                      |                                                                               | Fernwirkung der Theologie Zwinglis, nicht offiziell eingeführt. |
| Confessio Tetrapolitana | 1530                | Straßburg, Memmingen, Lindau, Konstanz                               | Martin Bucer, Wolfgang Capito                                                 | Eigenes Bekenntnis der vier oberdeutschen Städte für den Augsburger Reichstag. |
| Fidei ratio | 1530                |                                                                      | Huldrych Zwingli                                                              | Zwinglis persönliche „Rechenschaft über den Glauben“ anlässlich des Augsburger Reichstags. |
| Lehrartikel des Berner Synodus                                                                                              | 1532                | Bern                                                                 | Wolfgang Capito                                                               | Verbindung von Rechtfertigung und Heiligung, Anleitung zur unpolemischen Diskussion in theologischen Streitfragen; für den Pietismus wichtig (Nikolaus Ludwig Graf von Zinzendorf). |
| Confessio Basilensis prior (Erstes Baseler Bekenntnis)                                                                      | 1534                | Basel                                                                | Oswald Myconius                                                               | |
| Confessio Helvetica prior (Erstes Helvetisches Bekenntnis = Zweites Baseler Bekenntnis)                                     | 1536                | Deutschschweiz                                                       | Heinrich Bullinger, Simon Grynaeus, Leo Jud, Kaspar Megander, Oswald Myconius | |
| Lausanner Thesen | 1536                | Genf                                                                 | Guillaume Farel                                                               | Nicht die Thesen selbst, aber deren Grundsätze wurden in dem Reformationsmandat vom 24. Dezember 1536 angenommen. |
| Confession de la Foy | 1536                | Genf                                                                 | Guillaume Farel, Johannes Calvin                                              | Extrakt von Calvins erstem Katechismus, in der Stadtrepublik Genf verpflichtend eingeführt. |
| Genfer Katechismus | 1545                | Genf                                                                 | Johannes Calvin                                                               | Calvins zweiter Katechismus in Frage-Antwort-Form. Genfer Pfarrer wurden bis Ende des 18. Jahrhunderts auf diese Lehrnorm verpflichtet. Zur Bekenntnisschrift erklärt, in seiner Wirkung weitgehend auf den französischen Sprachraum beschränkt. Hauptquelle des Heidelberger Katechismus. |
| Zürcher Bekenntnis | 1545                | Zürich                                                               | Heinrich Bullinger                                                            | Nach dem Bruch Luthers mit der Zürcher Reformation neu bekräftigende Formulierung von Zwinglis Abendmahlslehre. |
| Consensus Tigurinus | 1549                | Schweiz                                                              | Heinrich Bullinger, Johannes Calvin                                           | |
| Anglikanischer Katechismus                                                                                                  | 1549/1662           |                                                                      |                                                                               | |
| Neununddreißig Artikel | 1552/1562           |                                                                      |                                                                               | |
| Lehrartikel der Confessio Rhaetica                                                                                          | 1552                | Graubünden                                                           | Ph. Saluz Gallicius                                                           | |
| Emdener Katechismus | 1554                | Ostfriesland                                                         | Johannes a Lasco                                                              | |
| Bekenntnis der Frankfurter Fremdengemeinde                                                                                  | 1554                |                                                                      |                                                                               | Der Text soll von allen unterschrieben werden, die in dieser Gemeinde an den Sakramenten teilhaben wollen. |
| Confessio Gallicana (Confession de Foy)                                                                                     | 1559                | Frankreich                                                           | Johannes Calvin, Antoine de Chandieu                                          | Bietet ebenso wie die Confessio Scotica und die Confessio Belgica einen Gesamtentwurf reformierten Glaubens, angeordnet nach dem Apostolikum. Calvins Entwurf wurde punktuell abgeändert: „Entgegen dem Entwurfe ordnete die Synode in völlig ungesicherter Weise der Erkenntnis Gottes aus der Heiligen Schrift eine solche aus Natur und Geschichte vor!“ 1571 von der Nationalsynode in La Rochelle ergänzt, deshalb auch als Confession de La Rochelle bekannt. |
| Confessio Scotica (The Scots Confession)                                                                                    | 1560                | Schottland                                                           | John Knox                                                                     | Der aktive politische Widerstand gegen Tyrannen (Art. 14: Tyrannidem opprimere) wird als gutes Werk dargestellt; die Wurzeln dieser im Calvinismus neuen, dann aber viel rezipierten Lehre (Théodore de Bèze, Hugenotten) vermutet Ian Hazlett bei den Magdeburger Gnesiolutheranern. |
| Confessio Belgica | 1561                | Niederlande                                                          | Guy de Brès                                                                   | Apologie des reformierten Glaubens in Anlehnung an die Confessio Gallicana. |
| Confessio Helvetica posterior (Zweites Helvetisches Bekenntnis)                                                             | 1562                | Schweiz                                                              | Heinrich Bullinger                                                            | Ursprünglich Privatbekenntnis Bullingers, 1566 von allen reformierten Kirchen der Eidgenossenschaft außer Basel angenommen. |
| Erlauthaler Bekenntnis | 1562                |                                                                      | Peter Melius, Gregor Szegedy                                                  | Kombination theologischer Lehren unterschiedlicher Herkunft, u. a. Elemente der Scholastik. |
| Confessio Hungarica | 1562                | Ungarn                                                               | Peter Melius, Gregor Szegedy                                                  | Unter dem Einfluss Théodore de Bèzes deutlich calvinistisch profilierter Text. |
| Heidelberger Katechismus | 1563                | Kurpfalz                                                             | Zacharias Ursinus                                                             | |
| Niederländisches Bekenntnis                                                                                                 | 1566                |                                                                      |                                                                               | Apologie in der theologischen Tradition von Zwingli und Bullinger. |
| Bekenntnis der Synode von Debreczin                                                                                         | 1567                |                                                                      |                                                                               | |
| Consensus von Sandomir | 1570                | Polen                                                                | Krzysztof Tretius, Jan Thenaudus                                              | Gegenseitige Anerkennung von Reformierten, Lutheranern und Böhmischen Brüdern im Königreich Polen. |
| Confessio Bohemica | 1575                | Böhmen                                                               |                                                                               | |
| Nassauisches Bekenntnis | 1578                | Nassau-Dillenburg                                                    | Christoph Pezel                                                               | |
| Consensus Bremensis | 1595                | Bremen                                                               | Christoph Pezel                                                               | |
| Lambeth-Artikel | 1595                |                                                                      | William Whitaker                                                              | |
| Staffortsches Buch | 1599                | Baden-Durlach                                                        | Ernst Friedrich (Baden-Durlach)                                               | |
| Differenzpunkte der Kongregationalisten                                                                                     | 1603                |                                                                      |                                                                               | |
| Bekenntnis der Kasseler Generalsynode und Hessischer Katechismus                                                            | 1607                | Hessen-Kassel                                                        |                                                                               | Auf der Grundlage des Augsburger Bekenntnisses, in Theologie und Liturgie jedoch stärker reformiert. Der Katechismus ist eine Überarbeitung von Luthers Kleinem Katechismus. |
| Bekenntnis der Böhmischen Brüder                                                                                            | 1609                |                                                                      |                                                                               | |
| Bentheimer Bekenntnis | 1613                | Grafschaft Bentheim                                                  |                                                                               | |
| Confessio Sigismundi (auch: Confessio Brandenburgica, Marchica)                                                             | 1614                | Brandenburg-Preußen                                                  | Martin Füssel                                                                 | |
| Irische Religionsartikel | 1615                | Irland                                                               | James Ussher                                                                  | |
| Lehrregeln von Dordrecht | 1619                | Niederlande                                                          |                                                                               | Präzisierung der Prädestinationslehre mit Ablehnung des Arminianismus. Die Dordrechter Synode fügte diese Lehrregeln als dritte Bekenntnisschrift der Confessio Belgica und dem Heidelberger Katechismus hinzu (zusammen: Drie Formulieren van Enigheid). |
| Westminster Confession | 1647                | England, Schottland                                                  |                                                                               | Bekenntnis auf presbyterianischer Grundlage für die Church of England (unter Einschluss von Irland), dort nach der Stuart-Restauration 1660 nicht mehr anerkannt, angenommen aber 1648 von der Church of Scotland. |
| Großer und Kleiner Westminster-Katechismus                                                                                  | 1647                |                                                                      |                                                                               | |
| Waldenser-Bekenntnis (Brieve Confession de foy des Eglises Reformées de Pietmont)                                           | 1655                |                                                                      | Jean Léger                                                                    | Im Wesentlichen ein Auszug aus der Confessio Gallicana, von exilierten Waldensern in Deutschland zur Rechtfertigung ihres Glaubens vorgelegt, später auch in Italien anerkannt. |
| Savoy Declaration | 1658                | England                                                              | Thomas Goodwin, John Owen                                                     | Bestätigung der Glaubenslehren der Westminster Confession, setzt bei der Kirchenordnung aber die Grundsätze des Kongregationalismus anstelle des Presbyterianismus durch. |
| Consensus Helveticus | 1675                | Schweiz                                                              | Johann Heinrich Heidegger, François Turrettini                                | „Vereinigt erklärten Zürich, Bern, Basel, Schaffhausen auf einem Tage zu Baden 24. Juni 1675 das Schriftstück als fortan gültiges Symbol. Genf trat erst 1679 widerwillig bei. Und der von außen und innen anstürmende Zeitgeist warf seit 1722 das spätgeborene Werk einer unerweichten Orthodoxie in der ganzen Schweiz über den Haufen.“ |
| Lehrartikel der Pfälzer Union                                                                                               | 1818                | Pfalz                                                                |                                                                               | In der Vereinigungsurkunde wurden die bisher gültigen reformierten und lutherischen Bekenntnisschriften für abgeschafft erklärt; dies wurde 1821 auf Einspruch des Oberkonsistoriums hin modifiziert: die Protestantische Kirche der Pfalz achtet die jeweiligen Bekenntnisschriften, „erkennt jedoch keinen anderen Glaubensgrund noch eine andere Lehrnorm als allein die Heilige Schrift.“                                                                       |
| Confession of Faith of the Calvinistic Methodists or the Presbyterians of Wales                                             | 1823                | Wales                                                                |                                                                               | Stark angelehnt an die Westminster Confession, mit methodistischer Einfärbung z. B. bei den Themen Rechtfertigung und Heiligung. Die Calvinistic Methodists sind heute Teil der Presbyterian Church of Wales. |
| Cumberland-Confession | 1829/1883           |                                                                      |                                                                               | Bekenntnis der Cumberland Presbyterian Church. |
| Deklaration der englischen Kongregationalisten                                                                              | 1833                |                                                                      | George Redford                                                                | |
| Konstitution der Église évangélique libre du Canton de Vaud                                                                 | 1847                |                                                                      |                                                                               | Allgemein gehaltenes Glaubensbekenntnis mit stark biblischer Orientierung. |
| Bekenntnis der Église Évangélique Libre de Genève                                                                           | 1848                |                                                                      |                                                                               | Zusammenschluss mehrerer Gemeinden mit presbyterianischem Bekenntnis und calvinistischen Elementen. |
| Konstitution der französischen freien Gemeinden                                                                             | 1849                |                                                                      | Frédéric Monod                                                                | Allgemein gehaltenes Glaubensbekenntnis mit stark biblischer Orientierung. |
| Bekenntnis der Chiesa Evangelica Italiana                                                                                   | 1870                |                                                                      |                                                                               | |
| Deklaration der französischen Generalsynode                                                                                 | 1872                |                                                                      |                                                                               | Konstituierender Text der französischen reformierten Generalsynode, die erstmals seit 1650 wieder offiziell zusammentrat. |
| Konstitution der Neuenburger Freikirche                                                                                     | 1874                |                                                                      |                                                                               | Freikirche, die sich als Reaktion auf die Aufhebung des reformierten Bekenntnisses im Kanton Neuchâtel bildete. |
| Statement of Doctrine | 1883                |                                                                      |                                                                               | Bekenntnis der amerikanischen Kongregationalisten. |
| Kansas City Statement of Faith                                                                                              | 1913                | National Council of the Congregational Churches of the United States |                                                                               | Nach mehreren Kirchenunionen sind die Congregational Churches heute Teil der United Church of Christ. |
| Düsseldorfer Thesen | 1933                |                                                                      | Karl Barth u. a. reformierte Theologen                                        | Widerspruch gegen Positionen der Deutschen Christen, vor allem gegen das Führerprinzip. Der Text wurde offiziell von der Zweiten Freien Reformierten Synode in Siegen (März 1935) angenommen. |
| Erklärung über das rechte Verständnis der reformatorischen Bekenntnisse in der Deutschen Evangelischen Kirche der Gegenwart | 1934 (4. Januar)    | Erste Freie Reformierte Synode Barmen                                | Karl Barth                                                                    | Vorlage für die knappere Barmer theologische Erklärung mit deutlicher reformiertem Profil. |
| Barmer Theologische Erklärung                                                                                               | 1934 (31. Mai)      | Barmer Bekenntnissynode                                              | Karl Barth                                                                    | Widerstand gegen den Nationalsozialismus (Kirchenkampf). Verhältnisbestimmung der christlichen Kirche zum Staat. |
| La Déclaration de Foi | 1938                | Reformierte Kirche von Frankreich                                    |                                                                               | |
| Thesen von Pomeyrol | 1941                | Reformierte Kirche von Frankreich                                    |                                                                               | Widerstand gegen den Nationalsozialismus. |
| Fundamenten en perspectieven van belijden                                                                                   | 1948                | Niederländisch-reformierte Kirche                                    | Hendrikus Berkhof, Kornelis Heiko Miskotte                                    | Die weiterhin gültige Erwählung Israels. |
| Glaubensbekenntnis | 1953                | Japan (Kirche Christi)                                               |                                                                               | |
| Glaubensbekenntnis | 1954                | Vereinigte Kirche Christi in Japan                                   |                                                                               | |
| Erklärung des christlichen Glaubens                                                                                         | 1956                | England (Presbyterian Church)                                        |                                                                               | |
| Statement of Faith of the United Church of Christ                                                                           | 1959                | United Church of Christ                                              |                                                                               | |
| Scheme of Church Union | 1963                | Sri Lanka                                                            |                                                                               | |
| Basis of Union | 1965                | Ghana                                                                |                                                                               | |
| Confession on the Responsibility during World War II                                                                        | 1967                | Vereinigte Kirche Christi in Japan                                   |                                                                               | Die Kirche bekennt sich zu einer Mitverantwortung für Kriegsverbrechen Japans im Zweiten Weltkrieg (Öffentliche Unterstützung des Krieges, Gebete für den Sieg Japans). |
| Glaubenserklärung und Glaubensbekenntnis                                                                                    | 1967                | England und Wales (Congregational Church)                            |                                                                               | Reich Gottes als (liberale) Zukunftsvision, wo menschliche Bemühungen um Toleranz, Menschenrechte usw. „zu einer befriedigenden Erfüllung“ kommen. |
| Confession of 1967 | 1967                | Presbyterian Church (U.S.A.)                                         |                                                                               | Die Kirche hat ein „Amt der Versöhnung“, indem sie in gesellschaftlichen Problemen Verantwortung übernimmt und so Zeugendienst für Christus leistet. |
| Glaubensbekenntnis | 1968                | Kanada (United Presbyterian Church)                                  |                                                                               | |
| Öffentliche Erklärung über unser nationales Schicksal                                                                       | 1971                | Taiwan (Presbyterian Church)                                         |                                                                               | |
| Unionsgrundlage | 1971                | Australien (Uniting Church)                                          |                                                                               | |
| Unionsplan | 1971                | Neuseeland                                                           |                                                                               | |
| Neues Bekenntnis | 1972                | Republik Korea (Presbyterian Church)                                 |                                                                               | Friede mit der Natur, Naturschutz, Zugang zu natürlichen Ressourcen für alle Menschen. |
| Erklärung koreanischer Christen                                                                                             | 1973                | Republik Korea (Presbyterian Church)                                 |                                                                               | Die Kirche lebt in der Nachfolge Jesu mit den Armen und kämpft für soziale und politische Veränderung. |
| Leuenberger Konkordie | 1973                | Gemeinschaft Evangelischer Kirchen in Europa                         |                                                                               | |
| Glaubensbekenntnis | 1973/1986/1993/1994 | Südafrika (Presbyterian Church)                                      |                                                                               | |
| Our Song of Hope | 1974                | Reformed Church in America                                           |                                                                               | |
| Unser Appell | 1975                | Taiwan (Presbyterian Church)                                         |                                                                               | |
| Unser Glaubensbekenntnis | 1976                | Republik Korea (Presbyterian Church)                                 |                                                                               | |
| Eine Glaubenserklärung | 1976                | Presbyterian Church in the United States                             |                                                                               | Die weiterhin gültige Erwählung Israels. Gegen eine Absolutsetzung nationaler Sicherheitsinteressen; für eine kirchliche Friedensarbeit, die Kriegsursachen angeht. |
| Eine Menschenrechtserklärung                                                                                                | 1977                | Taiwan (Presbyterian Church)                                         |                                                                               | |
| Glaubensbekenntnis | 1977                | Kuba (Presbyterianisch-Reformierte Kirche)                           |                                                                               | Christlicher Glaube „in aktiver Teilhabe am Aufbau einer sozialistischen Gesellschaft.“ |
| Belydende Kring Declaration                                                                                                 | 1979                | Südafrika (Niederländisch-Reformierte Kirche)                        | Beyers Naudé                                                                  | |
| Grundlegendes Bekenntnis | 1979/2005/2015      | Indonesien (Karo-Batak-Kirche)                                       |                                                                               | |
| Bekenntnis | 1981                | Indonesien (Toraja-Kirche)                                           |                                                                               | |
| Unionsgrundlage | 1981                | Großbritannien (United Reformed Church)                              |                                                                               | |
| Das Bekenntnis zu Jesus Christus und die Friedensverantwortung der Kirche                                                   | 1982                | Deutschland (Moderamen des Reformierten Bundes)                      | Hans-Joachim Kraus, Rolf Wischnath                                            | Bedrohung der Welt durch Massenvernichtungswaffen (NATO-Doppelbeschluss). |
| Belhar-Bekenntnis (Belydenis van Belhar)                                                                                    | 1982                | Südafrika (Nederduitse Gereformeerde Sendingskerk)                   | Allan Boesak, Dan Cloete, Dirkie Smit                                         | Überwindung der Apartheid |
| Liturgical Confession and Draft Confession of Faith                                                                         | 1983                | Südafrika (ABRECSA)                                                  |                                                                               | |
| Das Bekenntnis der IPCH | 1983                | Chile (Presbyterianische Kirche)                                     |                                                                               | |
| Our World Belongs to God. A Contemporary Testimony of Faith                                                                 | 1983/2008           | Christian Reformed Church, North America                             |                                                                               | |
| Erklärung des gemeinsamen Verständnisses des christlichen Glaubens                                                          | 1984                | Indonesien (Gemeinschaft der Kirchen)                                |                                                                               | |
| Living Faith. A Statement of Christian Belief.                                                                              | 1984                | Kanada (Presbyterian Church)                                         |                                                                               | |
| „Ich glaube an die Barmherzigkeit Gottes“                                                                                   | 1984                | Djibouti (Église Protestante Évangélique)                            |                                                                               | |
| Glaubensbekenntnis | 1985                | Taiwan (Presbyterian Church)                                         |                                                                               | |
| Glaubensbekenntnis | 1986                | Schweiz (Evangelische Synode)                                        |                                                                               | |
| Glaubensbekenntnis | 1986                | Presbyterian Church of Korea                                         |                                                                               | |
| Glaubensbekenntnis | 1986/1989           | Evangelisch-reformierte Kirche in Indonesien                         |                                                                               | |
| „Jesus ist der Einzige“ | 1987                | Kamerun (Église Évangélique)                                         |                                                                               | |
| Coleraine Declaration | 1990                | Irland (Presbyterian Church)                                         |                                                                               | |
| Brief Statement of Faith | 1991                | Presbyterian Church (U.S.A.)                                         |                                                                               | |
| Peace Vocation | 1994                | Presbyterian Church in Ireland                                       |                                                                               | Auftrag der Christen, Friedenstifter zu sein. Die Generalsynode der PCI nahm dieses Bekenntnis in dem Jahr an, als der politische Waffenstillstand in Nordirland vereinbart wurde, 82 Jahre nachdem der Moderator dieser Kirche den Ulster Covenant unterzeichnet hatte. |
| Amman-Erklärung | 2006                | Fellowship of Middle East Evangelical Churches                       |                                                                               | Volle gegenseitige Anerkennung reformierter und lutherischer Kirchen. |
| A Song of Faith | 2006/2007           | United Church of Canada                                              |                                                                               | |
| Das Credo von Kappel | 2008                | Evangelisch-reformierte Kirche Schweiz                               | Kurt Marti                                                                    | Adaption eines Textes von Marti (1980) als Beispiel zeitgemäßen Bekennens in dem Werkbuch reformierte Bekenntnisse. |

## Sekundärliteratur
- Karl Barth: Die Theologie der reformierten Bekenntnisschriften 1923 (Gesamtausgabe: Abt. II: Band 30). Hrsg. von Eberhard Busch, TVZ, Zürich 1998, ISBN 978-3290171575.
- Maren Bienert, Marco Hofheinz, Carsten Jochum-Bortfeld (Hrsg.): Neuere reformierte Bekenntnisse im Fokus: Studien zu ihrer Entstehung und Geltung. TVZ, Zürich 2017, ISBN 978-3-290-17882-6.
- Margit Ernst-Habib: Reformierte Identität weltweit: Eine Interpretation neuerer Bekenntnisse aus der reformierten Tradition. Vandenhoeck & Ruprecht, Göttingen 2017, ISBN 978-3-525-56453-0.
- Paul Jacobs: Theologie reformierter Bekenntnisschriften in Grundzügen. Neukirchener Verlag, Neukirchen 1959.
- Wilhelm Niesel: Die Bedeutung und die Rolle der Glaubensbekenntnisse in den reformierten Kirchen. In: Evangelische Theologie 19/5 (1959), S. 195–203.
- Jan Rohls: Theologie reformierter Bekenntnisschriften. Von Zürich bis Barmen. Vandenhoeck & Ruprecht, Göttingen 1987, ISBN 3-525-03267-6.